# Marija Danira
Marija Danira (pravim imenom Danira Pokrajac-Birimiša, Split, 28. ožujka 1915. – Zagreb, 3. svibnja 1993.) je bila hrvatska kazališna, televizijska i filmska glumica.

## Životopis
Supruga je hrvatskog odvjetnika i poznatog vaterpolista Zdravka Birimiše.
Majka je hrvatske kazališne dramaturginje, teatrologinje, autorice i intendantice Mani Gotovac.

## Filmografija

### Televizijske uloge
- "Inspektor Vinko" kao Žuži Belkanto (1984.)

### Filmske uloge
- "Pet mrtvih adresa" (1984.)
- "Gospon lovac" (1981.) - TV-kazališna predstava
- "Ujka Vanja" kao Marija Vasiljevna (1981.)
- "So" (1975.)
- "Ugursuz" kao Altuna (1970.)
- "Horoskop" (1969.)
- "Krst Rakoč" (1962.)
- "Tri Ane" (1959.)

## Vanjske poveznice
- Marija Danira u internetskoj bazi filmova IMDb-u (engl.)